# Богородские горы
Богородские горы — возвышенность в Камско-Устьинском районе Татарстана, на правом берегу реки Волга, ограничены селом Красновидово на севере, горой Лобач на юге, Волгой на востоке, долинами Карамалки и Сухой Улёмы на западе. Расположение в разных источниках варьируется, иногда Богородские горы включают в Юрьевы горы. Возвышенность получила название благодаря прежнему названию поселка Камское Устье — Богородское.
В Богородских горах находятся памятники природы Антоновские овраги, Юрьевская пещера, гора Лобач. В Богородских горах располагаются населенные пункты Тенишево, Камское Устье, Яшельча, Антоновка. В Тенишево располагается крупнейшая в Европе гипсовая шахта.